# Southern 500
Das Southern 500 war ein bekanntes und prestigeträchtiges Rennen im NASCAR Sprint Cup über 500 Meilen und zählte zu den ehemaligen vier Kronjuwelen der Serie und war bis zu seiner Aufgabe das älteste Superspeedway-Rennen der NASCAR. Es wurde alljährlich von 1950 bis 2004 ausgetragen.
Bei seiner ersten Austragung im Jahre 1950 war es das erste NASCAR-Rennen über eine Distanz von 500 Meilen und auf einem asphaltierten Speedway. Bis zum Debüt des Daytona 500 im Jahre 1959 blieb es auch das einzige Rennen über 500 Meilen. Zwischen 1985 und 1997 war das Southern 500 das vierte Rennen, das zum Gewinn der Winston Million qualifizierte. Zwei Fahrer, Bill Elliott 1985 und Jeff Gordon 1997, konnten mit ihren Siegen im Southern 500 die Winston Million gewinnen.
Vor der Saison 2004 fand das Rennen traditionell am Labor Day statt. Das Jahr 2004 sah eine Veränderung im Rennkalender den Austragungstermin im November vor. Das Management der Rennstrecke erachtete das Datum im November aufgrund des kühleren Wetters als besser für Fans, die vermehrt Bedenken ob des heißen Wetters äußerten. Für diesen Terminwechsel verlor der North Carolina Speedway sein Herbstrennen an den Auto Club Speedway und das Pop Secret 500 wurde auf den Labor Day verschoben. Allerdings wussten weder Fans noch die Wettbewerber, dass die 2004er Ausgabe des Southern 500 die zwischenzeitlich letzte sein sollte.
Im Jahre 2004 verklagte Francis Ferko, ein Teilhaber von Speedway Motorsports, dem Eigentümer des Texas Motor Speedway, NASCAR, weil diese sich weigerte, dem Texas Motor Speedway ein zweites Rennen zu geben, wie es viele andere Rennstrecken hatten. Der Ferko-Prozess wurde zugunsten des Klägers entschieden und NASCAR musste eines der beiden Rennen auf dem Darlington Raceway aufgeben, um an dessen Stelle ein zweites Rennen auf dem Texas Motor Speedway veranstalten zu können, das Dickies 500. Da für 2001 mit Dodge ein Sponsorenvertrag für ein Rennen auf dem Speedway mit einer Laufzeit von acht Jahren geschlossen wurde, musste das Southern 500 dementsprechend eingestellt werden.

## Gewinner
- 1950: Johnny Mantz
- 1951: Herb Thomas
- 1952: Fonty Flock
- 1953: Buck Baker
- 1954: Herb Thomas
- 1955: Herb Thomas
- 1956: Curtis Turner
- 1957: Speedy Thompson
- 1958: Fireball Roberts
- 1959: Jim Reed
- 1960: Buck Baker
- 1961: Nelson Stacy
- 1962: Larry Frank
- 1963: Fireball Roberts
- 1964: Buck Baker
- 1965: Ned Jarrett
- 1966: Darel Dieringer
- 1967: Richard Petty
- 1968: Cale Yarborough
- 1969: LeeRoy Yarbrough
- 1970: Buddy Baker
- 1971: Bobby Allison
- 1972: Bobby Allison
- 1973: Cale Yarborough
- 1974: Cale Yarborough
- 1975: Bobby Allison
- 1976: David Pearson
- 1977: David Pearson
- 1978: Cale Yarborough
- 1979: David Pearson
- 1980: Terry Labonte
- 1981: Neil Bonnett
- 1982: Cale Yarborough
- 1983: Bobby Allison
- 1984: Harry Gant
- 1985: Bill Elliott
- 1986: Tim Richmond
- 1987: Dale Earnhardt
- 1988: Bill Elliott
- 1989: Dale Earnhardt
- 1990: Dale Earnhardt
- 1991: Harry Gant
- 1992: Darrell Waltrip
- 1993: Mark Martin
- 1994: Bill Elliott
- 1995: Jeff Gordon
- 1996: Jeff Gordon
- 1997: Jeff Gordon
- 1998: Jeff Gordon
- 1999: Jeff Burton
- 2000: Bobby Labonte
- 2001: Ward Burton
- 2002: Jeff Gordon
- 2003: Terry Labonte
- 2004: Jimmie Johnson